# Метод Палмера
Метод обучения чистописанию Палмера был разработан и продвигался Остином Палмером в конце XIX — начале XX веков. Он был в значительной степени создан как упрощённый стиль «метода Спенсера», который был основной стандартизированной системой почерка с 1840-х годов. Метод Палмера вскоре стал самой популярной системой письма в Соединённых Штатах.
В соответствии с этим методом учеников учили принимать единую систему скорописи с ритмичными движениями.

## История
Этот метод был разработан примерно в 1888 году и был представлен в книге Палмера «Руководство по деловому письму» (1894). Метод Палмера включал «движение мышц», при котором более проксимальные мышцы руки использовались для движения, а не позволяли пальцам двигаться при письме. Несмотря на противодействие со стороны крупных издателей, этот учебник пользовался большим успехом: в 1912 году в Соединённых Штатах был продан миллион экземпляров. Этот метод получил награды, в том числе золотую медаль на Панамско-Тихоокеанской выставке в Сан-Франциско в 1915 году и золотую медаль на выставке Sesquicentennial Exposition в Филадельфии в 1926 году.
Сторонники метода Палмера подчеркивали его простоту и скорость, то, что он был намного быстрее, чем трудоёмкий метод Спенсера, и что он позволял писателю эффективно конкурировать с пишущей машинкой. Для педагогов сторонники этого метода подчеркивали регламентацию и то, что этот метод, таким образом, будет полезен в школах для повышения дисциплины и характера и может даже исправить правонарушителей.
Метод Палмера начал терять популярность в 1950-х годах и в конечном итоге был вытеснен методом Занера-Блозера, который стремился научить детей печатному письму (иногда также называемому «печатью рукописи»), прежде чем обучать их курсиву, чтобы дать им средства письменного выражения как можно скорее и, таким образом, развивать навыки письма. Метод Д’Нилана, представленный в 1978 году, был направлен на решение проблем, поднятых методом Занера-Блозера, возвращаясь к более курсивному стилю печатного письма. Компания Palmer прекратила публикацию в 1980-х годах.

## Память
В радиолокационной технике сканирование Палмера — это метод сканирования, при котором сканирующий луч создается за счёт кругового движения основной антенны и её облучателя. Название произошло от петлевых кругов, которые практикуют ученики метода Палмера.